# Erich Müller-Derichsweiler
Erich Müller-Derichsweiler (* 27. September 1890 in Frankfurt am Main; † 1956 in Bad Homburg) war ein deutscher Offizier, zuletzt Generalmajor der Wehrmacht.

## Leben
Erich Müller-Derichsweiler trat am 1. Oktober 1913 als Fahnenjunker in die Armee ein. Am 19. Januar 1915 wurde er mit Patent zum 23. Juni 1913 im Füsilier-Regiment 80 zum Leutnant befördert.
Er wurde nach dem Krieg in die Reichswehr übernommen. 1930 war er als Hauptmann (Beförderung am 1. Februar 1927) Chef der 10. Kompanie des 18. Infanterie-Regiments (Detmold). Später in der Wehrmacht war er als Oberstleutnant (Beförderung am 1. März 1937) ab 1. Oktober 1937 in das OKH kommandiert. Vom 21. September 1939 bis zur Umbenennung im Oktober 1942 war er Kommandeur des neu aufgestellten Infanterie-Regiments 280.
Im Januar 1943 wurde er mit der Führung der Division Nr. 177 (Wien) beauftragt. Mit seiner Beförderung zum Generalmajor am 1. Februar 1945 wurde er Kommandeur der Division und führte diese bis zur Zerschlagung im April 1945. Als Gerichtsherr der Division Nr. 177 war er für die Bestätigung von Urteilen der Militärgerichte, u. a. des Militärrichters der Division Erich Schwinge, verantwortlich, welche auch Todesstrafen beinhalteten.